# Pagurus kulkarnii
Pagurus kulkarnii is een tienpotigensoort uit de familie van de Paguridae. De wetenschappelijke naam van de soort is voor het eerst geldig gepubliceerd in 1962 door Sankolli.